# ناظم بايكيشيف
ناظم زهراب أوغلو بايكيشيف (مواليد 29 يونيو 1948، باكو) — فنان الشعب في جمهورية أذربيجان (2006)، فنان المسرح والسينما.

## حياته
وُلد ناظم بيكيشيف عام 1948 في مدينة باكو. تخرج من كلية الرسم في مدرسة عظيم أزادي للفنون في باكو. درس في كلية فنون المسرح في معهد الفنون المسرحية الحكومي في موسكو من عام 1970 إلى 1975 وتعلم تحت إشراف فنان الشعب في الاتحاد السوفيتي سيرجي أوبرازتسوف. بعد التخرج، عمل كفنان مسرحي في عدة مسارح ومؤسسات.
منذ عام 2001، يعمل كفنان رئيسي في مسرح الدراما الأكاديمي الحكومي أذربيجاني. قام بتصميم مشاهد لأعمال مثل "إبليس" و"آفت" لحسين جاويد، "وزير خان لينكران" لمرزا فتح علي أخوندوف، "لعبة كرات الثلج في الصيف" لفاجيف سمدوغلو، و"هاملت" لوليام شكسبير.

## الجوائز
- جائزة الدولة في جمهورية أذربيجان الاشتراكية السوفياتية — 1984
- فنان مستحق في جمهورية أذربيجان — 2002[3]
- فنان الشعب في جمهورية أذربيجان — 2006